# Lac Roggan
Lac Roggan är en sjö i Kanada.   Den ligger i regionen Nord-du-Québec och provinsen Québec, i den östra delen av landet, 1 000 km norr om huvudstaden Ottawa. Lac Roggan ligger 165 meter över havet. Arean är 73 kvadratkilometer. Den sträcker sig 14,4 kilometer i nord-sydlig riktning, och 21,2 kilometer i öst-västlig riktning.
Omgivningarna runt Lac Roggan är i huvudsak ett öppet busklandskap. Trakten runt Lac Roggan är nära nog obefolkad, med mindre än två invånare per kvadratkilometer.